# Rouge (gruppo musicale)
Rouge è un girl group di musica pop brasiliana formatosi nel 2002 attraverso il talent show Popstars, trasmesso dal rede televisiva SBT e prodotto dalla società argentina RGB Entertainment. È il gruppo femminile di maggior successo in Brasile e in America Latina di tutti i tempi con oltre 6 milioni di dischi venduti. Le cinque cantanti che formano il gruppo, Aline Wirley, Fantine Thó, Karin Hils, Li Martins e Lu Andrade, hanno avuto successo in Brasile con la versione portoghese di Aserejé nel 2002.

## Storia
Il gruppo è composto da Aline Wirley, Fantine Thó, Karin Hills, Li Martins (inizialmente conosciuta come Patricia Lissa) e Lu Andrade, che ha lasciato il gruppo nel 2004 e vi è ritornata nel 2017. I membri sono stati selezionati da 30.000 candidati e firmato un contratto con Sony Music.
Il primo album in studio della band, Rouge (2002), ha venduto oltre 2 milioni di copie in Brasile. Il successo dell'album è stata trainata dai canti Não Dá pra Resistir, Beijo Molhado e soprattutto Ragatanga questo che ha contribuito a creare il gruppo come un fenomeno nazionale, essere chiamati "le Spice Girls brasiliane". Con il successo dell'album di debutto della band, nello stesso anno è uscito un album di remix intitolato Rouge Remixes, destinato al pubblico di musica elettronica. Il secondo album in studio, C'est La Vie (2003), ha venduto circa 900 000 copie e ha prodotto i successi Brilha la Luna e Um Anjo veio Me Falar. Dopo l'uscita di Andrade, i quattro membri rimasti hanno continuato e pubblicato gli album Blá Blá Blá (2004) e Mil e Uma Noites (2005).
Il gruppo si è definitivamente diviso il giugno 2006, quando il contratto con Sony Music è scaduto e non è stato rinnovato. Nell'arco di quattro anni, il gruppo ha venduto circa 6 milioni di copie, diventando così il gruppo femminile di maggior successo in Brasile e ha ricevuto un totale di tre dischi d'oro, tre dischi di platino, un doppio disco di platino dalla Pro-Música Brasil. Il gruppo ha intrapreso tour venduti dal Brasile e da diversi paesi in America Latina, Europa e Africa. Erano anche protagonisti di spot pubblicitari e programmi televisivi, così come i volti di vari prodotti su licenza come album di carte, sandali e bambole.
Il 17 ottobre 2012, il gruppo ha annunciato che avrebbe fatto un ritorno per l'esibizione di alcuni spettacoli, ma senza il membro Luciana Andrade. Sebbene abbiano registrato nuove canzoni nel 2013, il ritorno non è stato realizzato a causa di problemi burocratici.
Il 12 settembre 2017, il gruppo ha annunciato attraverso la sua pagina Facebook ufficiale uno spettacolo con la formazione originale per il 13 ottobre 2017 a Rio de Janeiro, celebrando la sua carriera di 15 anni. Un nuovo spettacolo era in programma per il 14 ottobre, dopo che i biglietti per il primo concerto erano esauriti. Nello stesso mese fu decretato il ritorno definitivo del gruppo. A novembre 2017, il Rouge ha firmato con Sony Music.
Il 27 gennaio 2018 parte il 15 Anos Tour con il primo concerto in programma a Fortaleza in Brasile.

## Discografia

### Album in studio
- 2002 – Rouge
- 2003 – C'est La Vie
- 2004 – Blá Blá Blá
- 2005 – Mil e Uma Noites

### Raccolte
- 2002 – Rouge Remixes